# Hieracium demissum
Hieracium demissum là một loài thực vật có hoa trong họ Cúc. Loài này được (Strömf.) Dahlst. mô tả khoa học đầu tiên năm 1904.